# Neptunus naturliga satelliter

Den relativa massan av Neptunus månar

Neptunus har 16 bekräftade månar (juli 2024). Den mest massiva är Triton, som upptäcktes av William Lassell 17 dagar efter att Neptunus hittats. Triton är den enda av Neptunus månar som är massiv nog för att gravitationen skall trycka ihop den till en sfärisk form.

## Månar

### Inre månar

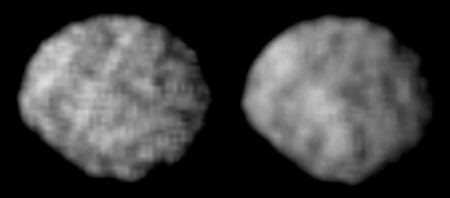
Två vyer av Larissa, den näst största av de inre månarna

Neptunus har sju inre månar: Naiad, Thalassa, Despina, Galatea, Larissa, Hippocamp och Proteus. Alla dessa månar är små i jämförelse med Triton. Det är mest troligt att dessa inre månar inte formades tillsammans med Neptunus. De blev istället skapade från det utkastade materialet från en stor kollision mellan Triton och någon annan stor himlakropp. Den bana som Triton infångades i skulle ha varit mycket excentrisk. Detta orsakade stora störningar i de inre månarnas omloppsbanor, vilket gjorde att månarna började kollidera med varandra och bli buckliga. Först när Tritons bana blev cirkulär kunde de månar vi idag kan se från jorden skapas.

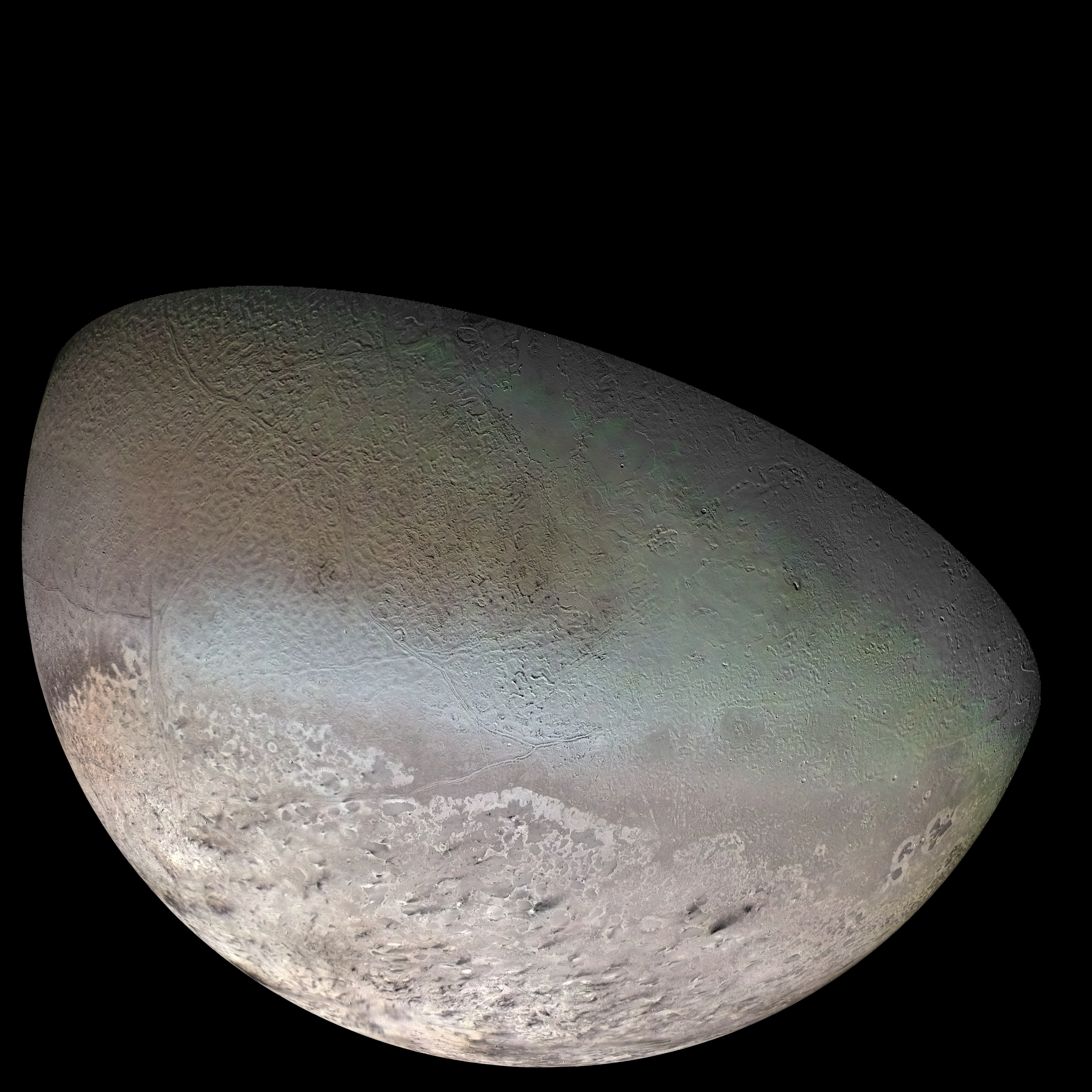
Triton

#### Triton
Triton är den enda stora måne som kretsar kring Neptunus samt är den åttonde av Neptunus satelliter. Den upptäcktes 1846 av William Lassell bara några veckor efter det att Neptunus upptäcktes. Man kan bara se ett fåtal nedslagskratrar, vilket bevisar att ytan är relativt ung. Nästan hela den södra hemisfären är täckt av fruset kväve och metan. Det finns vidsträckta bergskammar och dalar i komplexa mönster över hela Tritons yta. Dessa är troligen ett resultat av nedfrysnings- och upptiningscykler. De mest intressanta och totalt oväntade formationerna i denna ovanligt intressanta värld är isvulkanerna. Det eruptiva materialet är antagligen flytande kväve, rymdstoft, eller metanföreningar underifrån ytan.
Triton går i en spiralbana runt Neptunus och kommer allt närmare för varje rotation. Man tror att den i framtiden kommer att slitas sönder av gravitationstrycket från Neptunus och bilda nya, mindre månar eller ringar liknande de runt Saturnus.

### Yttre månar
Under åren 2002 och 2003 upptäcktes fem nya små månar, med en uppskattad diameter på 30–60 kilometer, med hjälp av jordbaserade teleskop. Dessa månar är oregelbundet formade och har en mycket excentrisk bana som lutar mycket mot Neptunus ekvator; dessa månar kretsar också i retrograd riktning. Deras medelavstånd från Neptunus ligger mellan 15 miljoner och 48 miljoner kilometer, alltså utanför Nereids omloppsbana. 2024 tillkännagavs ytterligare två månar (S/2021 N 1 och S/2002 N 5) som upptäckts respektive återupptäckts 2021. Dessa har ännu inte fått något officiellt namn.

### Tabell över Neptunus kända månar
Tabellen listar Neptunus alla bekräftade naturliga satelliter i stigande ordning efter banradien.

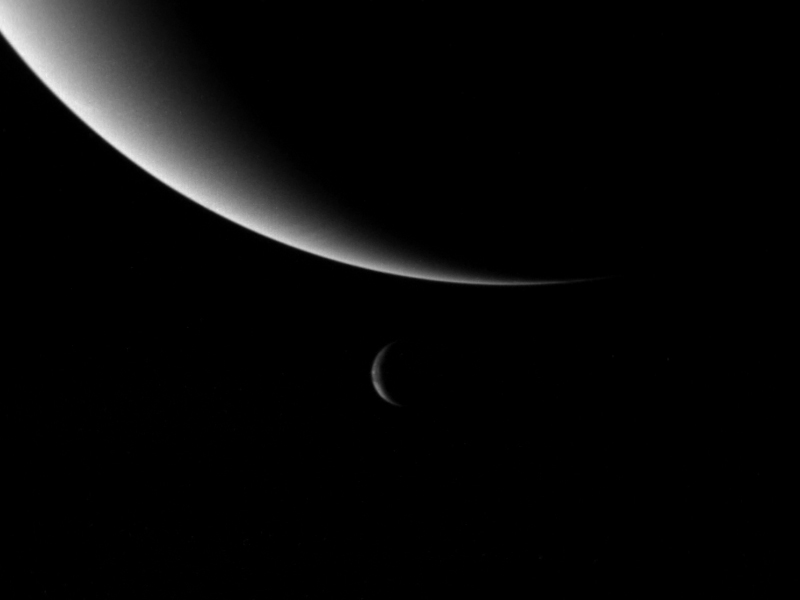
Neptunus och dess måne Triton fotograferade från Voyager 2

|    | Namn       | Omloppsbanans halva storaxel (km) | Diameter (km) | Omloppstid (dag) | Inklination(°) | Upptäcktsår |
| -- | ---------- | --------------------------------- | ------------- | ---------------- | -------------- | ----------- |
| 1  | Naiad      | 48 200                            | 58            | 0,294            | 4,74           | 1989        |
| 2  | Thalassa   | 50 100                            | 80            | 0,311            | 0,205          | 1989        |
| 3  | Despina    | 52 500                            | 148           | 0,335            | 0,065          | 1989        |
| 4  | Galatea    | 62 000                            | 158           | 0,429            | 0,054          | 1989        |
| 5  | Larissa    | 73 500                            | 192           | 0,555            | 0,201          | 1989        |
| 6  | Hippocamp  | 105 300                           | 18            | 0,950            | 0,000          | 2013        |
| 7  | Proteus    | 117 600                           | 416           | 1,122            | 0,039          | 1989        |
| 8  | Triton     | 354 800                           | 2 706         | 5,88             | 156,8          | 1846        |
| 9  | Nereid     | 5 513 400                         | 340           | 360,1            | 7,23           | 1949        |
| 10 | Halimede   | 15 728 000                        | 61            | 1 879,7          | 134,1          | 2002        |
| 11 | Sao        | 22 422 000                        | 40            | 2 914,1          | 48,51          | 2002        |
| 12 | S/2002 N 5 | 23 400 000                        | 23            | 3 141,1          | 42,13          | 2002        |
| 13 | Laomedeia  | 23 571 000                        | 40            | 3 167,9          | 34,74          | 2002        |
| 14 | Psamathe   | 46 695 000                        | 38            | 9 115,9          | 137,4          | 2003        |
| 15 | Neso       | 48 387 000                        | 60            | 9 374,0          | 132,6          | 2002        |
| 16 | S/2021 N 1 | 50 760 000                        | 14            | 10 018,8         | 134,5          | 2021        |